# 高原駿雄
高原 駿雄（たかはら としお、1923年〈大正12年〉5月1日 - 2000年〈平成11年〉2月26日）は、日本の俳優。本名、高瀬 勲（たかせ いさお）。
東京府東京市（現：東京都区部）出身。明治大学専門部文科（文芸科）卒業。文学座に所属していた。

## 来歴・人物
明大在学中の1941年に文学座研究所に入所し、1943年の舞台『田園』でデビュー。1966年のプロフィールでは、両親の知り合いである漫談家で俳優の徳川夢声に弟子入りし、徳川の勧めで文学座入りしたと紹介されている。また、芸名の高原 駿雄は、徳川の本名である福原 駿雄から採ったものである。
1953年に文学座を退座すると、岡田英次、木村功らと共に劇団青俳を結成。プレーヤーズセンターに所属していた時期もある。1957年、自ら主宰する「劇団もず」を結成するがその後はフリーで活動して1965年、文学座に準座員として復座する。
1955年より開始された『日真名氏飛び出す』では久松保夫演ずる日真名進介の相棒である泡手大作役を演じて幅広い人気を獲得する。1956年より日活と契約し、映画では真面目な人物を多く演じ、テレビドラマでは脇役専門に活動していた。
2000年2月26日、東京都内の病院にて心不全のため76歳で没した。

## 出演

### 映画
- 銀座の踊子（1950年、東宝） - 笠原徹
- 日本戦歿学生の手記 きけ、わだつみの声（1950年、東横映画） - 衛生兵
- 海賊船（1951年、東宝） - 牛皮（甲板員）
- 完結 佐々木小次郎 巌流島決闘（1951年、東宝） - 小谷新右衛門
- 眞空地帯 (1952年、新星映画） - 染一等兵
- 雲ながるる果てに（1953年、新世紀映画） - 松井中尉
- 赤い自転車（1953年、第一映画） - 古河徹
- 日の果て（1954年、青年俳優クラブ） - 斥候兵
- 狙われた裸像（1954年、新東京プロ）
- 七人の侍（1954年、東宝） - 鉄砲の野武士
- 若き日の啄木 雲は天才である（1954年、新東宝） - 日下部編集長
- 億万長者（1954年、青年俳優クラブ） - 交通巡査
- 二十四の瞳（1954年、松竹） - ちりりんや
- 愛すればこそ 第2話「とびこんだ花嫁」（1955年、独立映画） - 加藤永助
- あした来る人（1955年、日活） - アルさん
- あすなろ物語（1955年、東宝） - 竹内
- 黄色いからす（1957年、歌舞伎座 / 松竹） - 鈴木
- 幕末太陽伝（1957年、日活） - 若衆かね次
- 盗まれた欲情（1958年、日活）加藤英祐
- 永遠に答えず 完結篇（1958年、日活） - 画商
- 錆びたナイフ（1958年、日活） - 高石
- 裸の太陽（1958年、東映） - 崎山建造
- 影なき声（1958年、日活） - 小谷茂雄
- ゆがんだ月（1959年、日活） - 米山辰吉
- にあんちゃん（1958年、日活） - 自転車店員
- 今日に生きる（1959年、日活） - 佐野課長
- 海は狂っている（1959年、日活） - 役員A
- 素っ裸の年令（1959年、日活） - 早船
- 事件記者 姿なき狙撃者（1959年、日活） - 竹本記者
- 七つの弾丸（1959年、東映） - 江藤隆
- キクとイサム（1959年、大東映画 / 松竹） - 新聞社カメラマン
- にあんちゃん（1959年、日活） - 自転車屋店員（*uncredited）
- 事件記者 時限爆弾（1960年、日活） - 竹本記者
- 事件記者 狙われた十代（1960年、日活） - 竹本記者
- 闇に光る眼（1960年、日活） - 庄司浩二郎刑事
- ふんどし医者（1960年、東宝） - 竹蔵
- 都会の空の用心棒（1960年、日活） - 湯川
- 闘牛に賭ける男（1960年、日活） - 山川信悟
- 豚と軍艦（1960年、日活） - 宮口医師
- 錆びた鎖（1960年、日活） - 高尾
- 大出世物語（1961年、日活） - 吉川
- 早討ち野郎（1961年、日活） - 木村刑事
- 大当たり百発百中（1961年、日活） - 池田
- 散弾銃の男（1961年、日活） - 奥村
- 俺は死なないぜ（1961年、日活） - 黒木
- 恋をするより得をしろ（1961年、日活） - 宇刈四郎
- 銀座ジャングル娘（1961年、日活） - 矢沢
- 海峡、血に染めて（1961年、日活） - 高石
- 嵐を突っ切るジェット機（1961年、日活） - 千石
- 男と男の生きる街（1962年、日活） - 沖山
- さすらい（1962年、日活） - 寅吉
- 泣くんじゃないぜ（1962年、日活） - 渋井
- 右門捕物帖 蛇の目傘の女（1963年、東映） - おしゃべり伝六
- エデンの海（1963年、日活） - 松下
- 競輪上人行状記（1963年、日活） - 芳順
- 現代悪党仁義（1965年、日活） - 交番の巡査
- 結婚相談（1965年、日活） - 薄田課長
- 白い巨塔（1966年、大映） - 佃友博
- なつかしい風来坊（1966年、松竹） - 刑事
- 宴（1967年、松竹） - 高見太郎
- 闇を裂く一発（1968年、大映）- 酒井刑事
- スクラップ集団（1968年、松竹）- ドクターの同僚医師
- 続セックス・ドクターの記録（1968年、大映） - 山名正之
- いそぎんちゃく（1969年、大映） - 川井健造
- 太陽は見た（1970年、大映） - 高木医師
- 内海の輪（1971年、松竹） - 刑事
- 甦える大地（1971年、石原プロ / 松竹） - 滝井善吉
- 戦争と人間 第2部「愛と悲しみの山河」（1971年、日活） - 洋車の車夫
- 闇の中の魑魅魍魎（1971年、中平プロ / 東宝） - 画商
- 華麗なる一族（1974年、芸苑社 / 東宝） - 角田
- ともだち（1974年、日活） - 良子の父
- ふれあい（1974年、松竹） - 青木勇吉
- 秘密戦隊ゴレンジャー 爆弾ハリケーン!（1976年、東映） - 総司令 江戸川権八
- 積木くずし（1983年、東宝） - K町中学校校長
- バロー・ギャングBC（1985年、東映） - 松本源治
- ご挨拶 第2話「佳世さん」（1991年、東映アストロ）） - ハンコ屋の親父
- 虹をつかむ男（1996年、松竹） - 八重子の父
- 東京夜曲（1997年、近代映画協会 / 松竹富士）

### テレビドラマ
- 日真名氏飛び出す（1955年、KRT） - 泡手大作
- 松本清張シリーズ・黒の組曲 第44話「雨と川の音」（1963年、NHK） - 市助
- 日産スター劇場 「やぶにらみの時計」（1964年、NTV）
- 戦国群盗伝（1964年、CX）
- 大河ドラマ（NHK）
  - 竜馬がゆく（1968年） - 大崎巻蔵
  - 獅子の時代（1980年） - 警部
- 帰って来た用心棒 第13話「風の泣く里」（1968年、NET）
- 三匹の侍 第6シリーズ 第25話「夜明け」（1969年、CX） - 川内又兵衛
- 素浪人 花山大吉 第28話「腕白小僧はなぜウソついた」（1969年、NET） - 清右衛門
- 徳川おんな絵巻（KTV）
  - 第1話「尾張公の遊女妻」、第2話「女の生地獄」（1970年） - 千崎新平
  - 第19話「可愛い悪魔」、第20話「呪われた恋」（1971年） - 新助
- 大岡越前（TBS / C.A.L）
  - 第1部 第24話「蛇の目傘の女」（1970年8月24日） - 軍次
  - 第6部 第24話「死体が歩いた長屋露地」（1982年8月16日） - 勘八
  - 第10部 第22話「駕籠屋が見ていた真犯人」（1988年8月1日） - 彦兵ヱ
  - 第12部 第6話「能面の女が雇った刺客」（1991年11月18日） - 与平
- 鬼平犯科帳（NET / 東宝）
  - 第1シリーズ 第56話「金太郎そば」（1970年） - 醤油酢問屋「横田屋」番頭・善助
  - 第2シリーズ 第20話「裏道の男たち」（1972年） - 内田勘兵衛
- ザ・ガードマン（TBS）
  - 第180話「首のない幽霊」（1968年）
  - 第325話「200億の鍵は記憶を失った女」（1971年）
- 清水次郎長 第37話「丁半めくら勝負」（1972年、CX /  東映 / タケワキプロ）　- 門前の加助
- 帰ってきたウルトラマン 第45話「郷秀樹を暗殺せよ!」（1972年、TBS） - 浜村先生
- 木枯し紋次郎 第1部 第10話「土煙に絵馬が舞う」（1972年、CX） - 平吉
- 泣くな青春 第5話「重いカバン」（1972年、CX）
- 土曜日の女シリーズ 天使が消えていく（1973年、NTV）
- 木曽街道いそぎ旅 第1話「北国街道から来た男」（1973年、CX） - 貸元朝五郎
- 旅人異三郎 第23話「友禅模様に父の幻を見た」（1973年、12ch）
- 荒野の用心棒 第26話「火薬輸送に兇弾が炸裂して…」（1973年、NET） - 川村瑞賢
- 唖侍鬼一法眼 第11話「怒濤の兄弟」（1973年、NTV） - 坂本伝右衛門
- 水戸黄門（TBS / C.A.L）
  - 第4部 第34話「家康公のお墨付き -真岡-」（1973年） - 茂市
  - 第8部 第21話「黄門さまも人の親 -高松-」（1977年） - 太吉
  - 第9部 第8話「荒野の襲撃 -三戸-」（1978年） - 由蔵
  - 第10部 第5話「鬼庄屋は黄門様に瓜二つ -沼津-」（1979年） - 太吉
  - 第12部 第25話「嘘を承知で親孝行 -富岡-」（1982年） - 慎助
  - 第14部 第34話「葵を盗んだドジな奴 -赤穂-」（1984年） - 与七
  - 第15部 第23話「鬼庄屋にされた黄門様 -篠山-」（1985年） - 吾作
  - 第20部 第1話（1990年） - 甚平
  - 第21部 第5話「恩讐越えた恋人形 -三次-」（1992年） - 治平
  - 第23部 第6話「姥捨は鬼の仕業 -小諸-」（1994年） - 作十
  - 第24部 第35話「悪を懲らした三春駒 -三春-」（1996年） - 宇平
- 伝七捕物帳 第15話「油地獄の女」（1974年、NTV） - 板倉屋太兵衛
- 水滸伝 第15話「二人の魯達」（1974年、NTV）
- 銭形平次 第414話「万七純情」（1974年、フジテレビ） - 野尻十蔵
- 赤い迷路（1974年、大映テレビ / TBS） [7]
- 太陽にほえろ! （NTV）
  - 第77話「50億円のゲーム」（1974年） - ウラン研究者
  - 第266話「逃亡者」（1977年） - 郷田雄一
  - 第301話「銀河鉄道」（1978年） - 斎藤
  - 第341話「同期生」（1979年） - 戸村係長（城北署捜査係）
  - 第393話「密偵」（1980年） - 川上一彦（花園署捜査課長）
  - 第452話「山さんがボスを撃つ!?」（1981年） - 城南署捜査課刑事
- 江戸を斬る（TBS / C.A.L）
  - 江戸を斬る 梓右近隠密帳 第22話「闇のなかの狼」 （1974年） - 清次郎
  - 江戸を斬るVIII（1994年）
    - 第12話「情に泣いた娘掏摸」 - 粂造
    - 第23話「凶賊が探す女の謎」 - 吉次
- 走れ!ケー100 第48話「機関車は薩摩隼人でごわす」（1974年、TBS） - 木下
- 子連れ狼 第2部 第2話「黒南風」（1974年、NTV） - 原田和右衛門
- 八州犯科帳 第10話「涙を棄てた女」（1974年、CX / C.A.L） - 仁兵衛
- 少年ドラマシリーズ / 霧の湖（1974年、NHK） - 丸山刑事
- 土曜ドラマ（NHK）
  - 松本清張シリーズ・遠い接近（1975年） - 白石
- 仮面ライダーストロンガー 第2話「ストロンガーとタックルの秘密」（1975年、MBS） - 山根
- スーパー戦隊シリーズ （NET → ANB）
  - 秘密戦隊ゴレンジャー（1975年 - 1977年） - 江戸川権八
  - 電子戦隊デンジマン 第31話「魔法使い秘術合戦」（1980年） - 朝風天山
- 夫婦旅日記 さらば浪人 第18話「乞食と三文の旦那」（1976年、CX）
- 夜明けの刑事　第69話「殺したいほど憎いやつ!!」（1976年、TBS / 大映テレビ） - 梅田春夫
- 遠山の金さん 第87話「お白州で実った恋」（1977年、NET/東映）-勘定吟味役 小堀正玄
- 新 木枯し紋次郎 第5話「賽を二度振る急ぎ旅」（1977年、12ch / C.A.L） - 猿の弥助
- 人間の証明（1978年、MBS） - 塩川広一
- がんばれ! レッドビッキーズ 第16話「キャンプで特訓!」、第17話「ばんざい! チームワーク」（1978年、ANB）
- Gメン'75（TBS / 東映）
  - 第161話「嘘つき警官」（1978年） - 西交番巡査長
  - 第199話「土曜日にネズミを殺せ!」（1979年） - 衣笠外科院長
- 桃太郎侍 第80話「罪つくりな遺言」（1978年、NTV） - 寝待ちの藤兵ヱ
- 大空港（CX）
  - 第9話「大爆破!! 暁の緊急指令」（1978年） - 宇田川社長
  - 第74話「灼熱の逆光線 娘よ殺意の河を渡れ!」（1980年） - 谷沢社長（太平洋興産）
- 大江戸捜査網（12ch / 三船プロ）
  - 第386話「幼女が裁いた赤い罠」（1979年） - 上総屋
  - 第428話「運命に泣く親子の慕情」（1980年） - 市兵衛
- おやこ刑事 第5話「48時間の逃亡者」（1979年、12ch）
- 新・座頭市 第3シリーズ 第6話「糸ぐるま」（1979年、CX） - 庄屋徳兵衛
- 土曜グランド劇場 / 熱中時代・刑事編 第20回「荒野の熱中ガンマン」（1979年、NTV）- 鵜刈文太郎
- 騎馬奉行 第6話「天保・黄金の犬」（1979年、KTV）
- 手錠をかけろ! 第5話「キャッシュカード盗難事件」（1979年、CX）
- 連続テレビ小説（NHK）
  - マー姉ちゃん（1979年） - 森田
  - ノンちゃんの夢（1988年）
- 日曜劇場 牛を売りに来た女（1979年11月11日、RKB） - 赤城
- 新・江戸の旋風 第15話「夫婦団子」（1980年、CX / 東宝） - 徳兵衛
- 木曜ゴールデンドラマ
  - さすらいの甲子園（1980年、NTV） - ローリングス監督
  - 仮の宿なるを（1983年11月10日、YTV） - 黒田大造
- ただいま放課後（1980年、CX） - 北川豪史の父
- 大捜査線→大捜査線シリーズ 追跡（1980年、CX）
  - 第30話「ひとつの愛が死んで……」
  - 第38話「野獣になった刑事」
- ピーマン白書（1980年、CX） - 生徒の父親
- 新五捕物帳 第136話「嘘か真か観音さま」（1981年、NTV / ユニオン映画） - 又蔵
- 江戸の用心棒 第9話「犬を飼う女」（1981年、CX / 東宝 / 映像京都） - 田村屋
- 警視庁殺人課 第11話「ナイター殺人事件! 手をつかう少年」（1981年、ANB）
- 噂の刑事トミーとマツ 第1シリーズ 第58話「七転八倒! トミマツの昇進試験」（1981年、TBS） - 黒部
- 火曜サスペンス劇場 / バックミラーの中の女（1982年、NTV） - タクシー営業所ドライバー班長
- ザ・サスペンス / 松本清張の時間の習俗（1982年、TBS） - 土肥武夫の上司
- 淋しいのはお前だけじゃない（1982年、TBS）
- 立花登・青春手控え 第3話「返り花」（1982年、NHK）
- 銀河テレビ小説 / めぐり逢いて（1982年、NHK）
- 12時間超ワイドドラマ / 若き血に燃ゆる〜福沢諭吉と明治の群像（1984年、TX）
- 土曜ワイド劇場（ANB）
  - 西村京太郎トラベルミステリー 第5作「東北新幹線殺人事件」（1984年、東映） - 秋元
  - 大密室殺人事件（1991年） - 見川要次郎
  - 高橋英樹の船長シリーズ 第6作（1994年） - 丹藤
  - 終着駅シリーズ 第4作「碧の十字架」（1994年） - コンビニオーナー
- 新大型時代劇 / 真田太平記（1985年、NHK） - 永井百助
- 刑事物語'85 第16話「親刑事・子刑事」（1985年、NTV / ユニオン映画）
- 特捜最前線 第429話「OL暴行・3分間のミステリー!」（1985年、ANB） - 森田巡査
- さすらい刑事旅情編II 第6話「特急ひたち・送られてきた婚約指輪」（1989年、ANB）
- 木曜ドラマ / 凪の光景（1990年、ANB）
- 鬼平犯科帳 第6シリーズ 第4話「浮世の顔」（1995年、CX） - 巣鴨の伊三郎

### 舞台
- 田園（1943年）
- 桜の園（1945年） - パーティーの客
- ゴールデン・ボーイ（1946年）
- 河（1946年）
- 二十六番館（1946年） - 山下良一
- 女の一生（1946年、森本薫追悼公演） - 刑事
- ストリップ（1966年）
- シラノ・ド・ベルジュラック（1967年） - ラグノオ
- 戦争で死ねなかったお父さんのために（1974年） - 岡山八太郎
- 天才バカボンのパパなのだ（1978年） - バカボンのパパ[8]
- 黄昏のメルヘン（1982年） - 新内流し源之助
- 怪談 牡丹燈籠（1986年）
- 青ひげと最後の花嫁（1989年）
- 鼻（1994年）
- 雛（1995年）
- 野分立つ（1995年） - 詞宗―

### CM
- 第一三共ヘルスケア・ルル　(1957年)